# Deflazione
La deflazione è, in macroeconomia, una situazione di carenza della massa monetaria presente in un sistema in un dato momento, relativamente al valore dei beni presenti in detto sistema, un fatto che si traduce nella difficoltà generale ad acquistare beni e servizi da parte di individui e aziende. La deflazione porta dunque il sistema economico ad avere penuria del mezzo di scambio fondamentale,  inducendo da un lato abbassamento generalizzato dei prezzi per scarsità di domanda, dall'altro povertà e carenze strutturali diffuse per difficoltà negli investimenti e nell'accesso ai beni.

## Descrizione
La deflazione deriva da scelte politiche tese a limitare disponibilità monetaria al sistema economico, una azione che può essere giustificata quale correttivo di una condizione di eccesso monetario (inflazione), ovvero essere una mera opera di impoverimento delle masse a vantaggio di pochi, situazione tipica delle economie capitaliste occidentali. Il tutto si traduce in un freno nella spesa di consumatori e aziende, che, in regime di deflazione sono disincentivati ad acquistare beni e servizi non indispensabili, con l'effetto di innescare una spirale negativa. Le imprese, non riuscendo a vendere a determinati prezzi parte dei beni e servizi, cercano di collocarli a prezzi inferiori.
La riduzione dei prezzi si ripercuote conseguentemente per le imprese sui ricavi, anch'essi generalmente in calo. Ne deriva il tentativo da parte delle imprese di ridurre i costi, attraverso la diminuzione dei costi per l'acquisto di beni e servizi da altre imprese, del costo del lavoro e tramite un minor ricorso credito.
Secondo Keynes, in tempi di crisi economica il risparmio è distruttivo perché se tutti risparmiano la domanda aggregata diminuisce ulteriormente e con essa diminuisce la ricchezza in quanto diminuiscono produzione aggregata e occupazione. Dunque, aumentando la massa liquida a disposizione si favorisce la speculazione e non gli investimenti. La tendenza al risparmio e all'accumulazione di denaro sono, sempre secondo Keynes, le caratteristiche peculiari della crisi. In particolare, la relazione empirica tra deflazione e crescita della disoccupazione è stata descritta mediante la Curva di Phillips.
Per quanto riguarda la produzione industriale, lo stesso Keynes annota:
(John Maynard Keynes, Keynes, John Maynard, and Silvia Boba. Esortazioni e profezie. Il Saggiatore di A. Mondadori, 1968.)

### Deflazione come innesco di una recessione
Se la deflazione non viene combattuta rischia di innescare una spirale pericolosissima che aggraverebbe ancora di più la recessione, ovvero la minor produzione di beni e servizi da parte delle industrie, per mancanza di adeguata remunerazione. Un calo continuato dei prezzi innesca un circolo vizioso il cui primo effetto è che le imprese guadagnano meno ed hanno meno liquidità aziendale, causata dalla contrazione dei profitti dovuta all'invenduto. A questo primo impatto negativo, le imprese solitamente rispondono comprimendo il margine di guadagno, ovvero riducendo gli utili (sconti, vendite "sotto costo", vendita ratealizzata con interesse nullo, uno o più pezzi in omaggio su una confezione venduta, etc.). Il secondo effetto è che, avendo meno capitali provenienti dall'attività commerciale, riducono la produzione e rinunciano a nuove assunzioni, visto che con quello che vendono non guadagnano o guadagnano troppo poco. Questo aumenta la disoccupazione con l'effetto di far circolare ancora meno denaro nel Paese, che incasserà meno tasse sia sulla compravendita di beni e di servizi, che dai redditi di aziende e di lavoratori ora disoccupati. 
Se le imprese non sono veloci a ridurre il livello produttivo dei loro impianti, rischiano di immettere sul mercato ulteriore merce che resta invenduta per via dell'eccessiva offerta a fronte di una domanda in contrazione, con l'effetto che se tagliano la produzione, non assumono personale (o, peggio, licenziano parte della propria forza - lavoro), e se non tagliano, alimentano ancora di più la spirale perché si trovano costrette ad abbassare i prezzi una volta di più, dando ulteriore spinta alla deflazione. Siccome il margine di profitto di un'impresa non può continuare a ridursi all'infinito, l'esito finale è la chiusura degli impianti produttivi, perché nessun'azienda può permettersi di produrre in perdita. A ciò segue il licenziamento massivo della forza - lavoro che aggrava ancor più la mancanza di circolante. Il declino industriale è l'effetto più evidente della deflazione, in quanto s'accompagna al declino produttivo generale di una nazione. 
Un'elevata tassazione associata a una contrazione salariale (se non ad un blocco dello stesso), nonché un eccesso di risparmio effettuato per sopperire all'elevata tassazione e/o in previsione di incertezza nel futuro inducono una stagnazione dei consumi e degli acquisti, che col tempo si riflettono nella recessione da cui trae origine la deflazione. Anche un'inflazione in cui, all'aumento del prezzo di beni e di servizi non corrisponda un eguale incremento salariale, non permettendo la capacità di acquisto da parte dei consumatori, a lungo andare genererà una stagnazione (stagflazione) e, come atto finale una deflazione. Poiché la deflazione è sorretta dalla mancanza di spesa da parte degli acquirenti, per mancanza di denaro (nel caso di licenziati e disoccupati), per accaparramento del medesimo (nei timorosi della situazione futura) e per temporeggiamento (attendismo per spuntare un'ulteriore calo dei prezzi dei beni e dei servizi), a differenza dell'inflazione, le banche centrali non possiedono mezzi efficaci per intervenire a risolvere la situazione contingente, in quanto nessun'autorità può costringere le persone a spendere il denaro.

### Esempi storici
Una situazione di deflazione si verificò in Giappone fra il 2000 e 2006, con la Banca centrale giapponese costretta a fissare un tasso d'interesse allo 0%, per favorire la liquidità circolante.
Nel mese di luglio 2009 la Germania è entrata in deflazione con una contrazione dei prezzi al consumo, secondo una prima stima dell'Ufficio Statistico Federale, del -0,6% su base annua: non succedeva dal 1987. A maggio 2009 è stata rilevata una diminuzione del livello generale dei prezzi negli USA dove, nel periodo maggio 2008- maggio 2009, la deflazione ha fatto registrare un valore uguale a -1,3%.
Nel mese di agosto 2014 l'Italia è entrata in deflazione per la prima volta da oltre 50 anni, cioè dal settembre del 1959. Ad agosto 2014 l'indice dei prezzi al consumo misurato dall'Istat ha segnato un calo dello 0,1% rispetto allo stesso mese dell'anno precedente (era +0,1% a luglio). Stessa cosa si è verificata nel 2016, quell'anno si è concluso con un'inflazione al -0,1.